# 小狮子草属
小狮子草属（学名：Hemiadelphis）是爵床科下的一个属。该属仅有一种，分布于印度东北部至中国南部。